# Burg Berus
Burg Berus, auch Neus Schloss genannt, ist der Rest einer Höhenburg in Berus im Saargau, einem Ortsteil von Überherrn im Landkreis Saarlouis im Saarland.
Vermutungen (u. a. von Cohausen) über eine vorgeschichtliche oder römische Befestigung der strategisch günstig gelegenen, nach drei Seiten steil abfallenden Bergnase bleiben hypothetisch, da die spätere Bebauung alle Spuren verwischt hat.
1235 wird Berus als „Bellus Ramus“ (schöner Zweig, schöne Bergnase) erstmals urkundlich genannt und war eine Grenzfestung der Herzöge von Lothringen. Die Burg wurde also spätestens Anfang des 13. Jahrhunderts erbaut. Sie diente dem Schutze der umliegenden lothringischen Besitzungen und der Geleitstraße Wallerfangen–Bolchen (frz.: Boulay). Die befestigte Burgsiedlung dürfte unmittelbar darauf entstanden sein.
Die Burg war Sitz eines gleichnamigen Geschlechts von Beres, das bis 1433 nachweisbar ist. Später war sie als lothringisches Lehen im Besitz der von Alben, die sich von Alben, genannt Beris (spätere Schreibweise Berris) nannten. Vom 14. bis zum 17. Jahrhundert sind in Berus mehrere Burgmannenfamilien ansässig. Erwähnt seien hier nur die von Haraucourt (von einem gleichnamigen Ort im heutigen Kanton Château-Salins, Département Moselle), die bis 1664 in Berus nachweisbar sind. In der Kirche von Berus findet sich das Grabmal eines Johann von Haracourt († 1570).

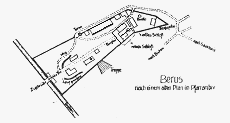
Plan von Berus aus dem Pfarrarchiv

Ende des 16. Jahrhunderts wurden Stadt und Burg Berus neu befestigt. Einzig aus dieser Zeit haben sich bauliche Reste erhalten. Von der eigentlichen Burg respektive dem Schloss hat sich als aufgehendes Mauerwerk nur das Torhaus mit Torbogen und Brillenscharte erhalten. Der bemerkenswerteste Rest der Stadtbefestigung ist das Torhaus Scharfeneck mit Hattsteiner Wappen.
1635 wurde Berus im Dreißigjährigen Krieg verwüstet. Wahrscheinlich ist das Schloss danach wiederaufgebaut worden, gab aber später seine Bedeutung an die Festung Saarlouis (gegründet 1680) ab. Wann genau das Schloss endgültig aufgegeben wurde, ist nicht bekannt.